# Meliboeus solinghoanus
Meliboeus solinghoanus es una especie de escarabajo del género Meliboeus, familia Buprestidae. Fue descrita científicamente por Obenberger en 1935.